# Bertaucourt-Epourdon
Bertaucourt-Epourdon es una comuna francesa, situada en el departamento de Aisne, de la región de Alta Francia.

## Demografía
| 530 | 482 | 418 | 489 | 462 | 515 | 599 | 614 |
| Para los censos de 1962 a 1999 la población legal corresponde a la población sin duplicidades (Fuente: INSEE [Consultar]) |     |     |     |     |     |     |     |